# Tantilla bairdi
Tantilla bairdi (чорноголова змія Бейрда) — вид змій родини полозових (Colubridae). Ендемік Гватемали.

## Поширення й екологія
Чорноголові змії Бейрда відомі з типової місцевості, що лежить за 10 км на південь від Кобана в департаменті Альта-Верапас, на висоті 1550 м над рівнем моря. Вони живуть у соснових лісах на берегах струмків або в галерейних лісах.